# کریستال لیکس (نیوجرسی)
کریستال لیکس (به انگلیسی: Crystal Lakes) یک منطقهٔ مسکونی در ایالات متحده آمریکا است که در فرانکلین لیکس، نیوجرسی واقع شده‌است. کریستال لیکس ۱۱۴٫۹۱ متر بالاتر از سطح دریا قرار دارد.